# جونتر شتراتمان
جونتر شتراتمان (مواليد 8 يناير 1931) هو مبارز بالسيف ألماني، مثّل بلاده في الألعاب الأولمبية الصيفية 1956.

## روابط رياضية
جونتر ستراتمان على موقع أوليمبيديا (الإنجليزية)